# Боженцин-Малий
Боженцин-Малий (пол. Borzęcin Mały) — село в Польщі, у гміні Старі Бабиці Варшавського-Західного повіту Мазовецького воєводства.
Населення — 375 осіб (2011).
У 1975-1998 роках село належало до Варшавського воєводства.

## Демографія
Демографічна структура станом на 31 березня 2011 року:
|          | Загалом | Допрацездатний вік | Працездатний вік | Постпрацездатний вік |
| -------- | ------- | ------------------ | ---------------- | -------------------- |
| Чоловіки | 179     | 43                 | 124              | 12                   |
| Жінки    | 196     | 47                 | 113              | 36                   |
| Разом    | 375     | 90                 | 237              | 48                   |